# Сан-Мартинью-де-Богаду
Сан-Мартинью-де-Богаду (порт. São Martinho de Bougado) — район (фрегезия) в Португалии, входит в округ Порту. Является составной частью муниципалитета Трофа. Находится в составе крупной городской агломерации Большой Порту. По старому административному делению входил в провинцию Дору-Литорал. Входит в экономико-статистический субрегион Аве, который входит в Северный регион. Население составляет 13 933 человека на 2001 год. Занимает площадь 12,98 km² км².
Покровителем района считается Мартин Турский (порт. São Martinho).